# Рейкарт, Давид
Давид Рейкарт, также Давид Рейкарт Младший (нидерл. David Ryckaert, род. 2 декабря 1612 г. (крещён) Антверпен — ум. 11 ноября 1661 г. Антверпен) — фламандский художник эпохи барокко.

## Жизнь и творчество
Давид Рейкарт, известный также как Давид Рейкарт III, родился в семье художника. Учился живописи у своего отца, а затем в мастерской Адриана Браувера. Позднее перешёл в ателье Давида Тенирса Старшего и его сына, Давида Тенирса Младшего.
Д. Рейкарт выработал свой собственный, оригинальный стиль в живописи, которым изображал преимущественно пропитанные грубоватым юмором жанровые сценки из крестьянской жизни и быта. Писал также и натюрморты, насыщенные яркими, сочными красками, полотна мифологического и фантастического содержания, портреты.

## Галерея
- Страдания крестьян (мародёрство)
- Спящий (ок. 1649)
- В кругу демонов (собрание Музея Роже-Кийо, Клермон-Ферран)
- Сатир среди крестьян
- Старуха, взвешивающая золото